# SN 2006tf
SN 2006tf – supernowa typu IIn odkryta 12 grudnia 2006 roku w galaktyce A124615+1125. W momencie odkrycia miała maksymalną jasność 16,70m.